# Monarcha erythrostictus
Monarcha erythrostictus là một loài chim trong họ Monarchidae.